# Віламарчант

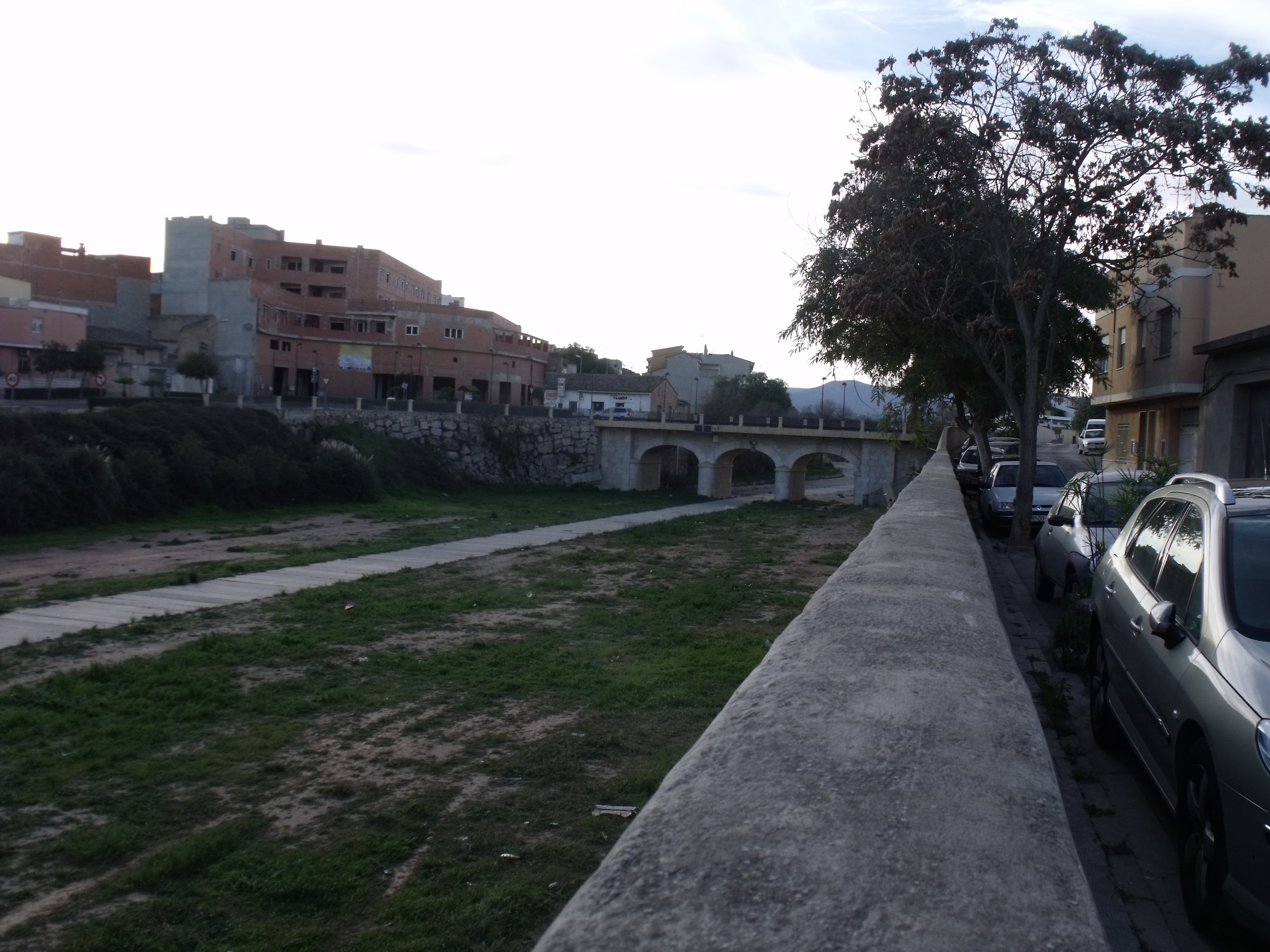

Віламарчант, Вільямарчанте (валенс. Vilamarxant (офіційна назва), ісп. Villamarchante) — муніципалітет в Іспанії, у складі автономної спільноти Валенсія, у провінції Валенсія. Населення — 9129 осіб (2010).

## Географія
Муніципалітет розташований на відстані близько 280 км на схід від Мадрида, 23 км на північний захід від Валенсії.

## Демографія
Динаміка населення (INE ):

## Галерея зображень

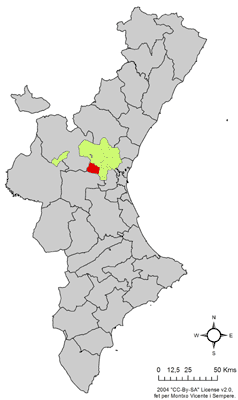
Розташування муніципалітету Віламарчант у автономній спільноті Валенсія
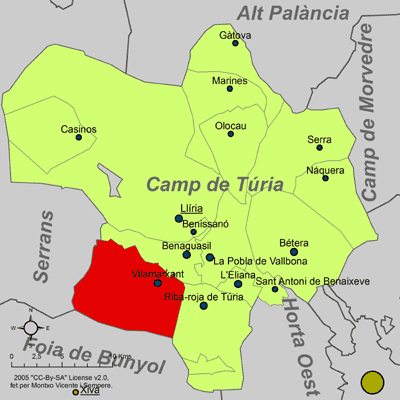
Розташування муніципалітету Віламарчант у комарці Кампо-де-Турія